# 枚方市立西牧野小学校
枚方市立西牧野小学校（ひらかたしりつ にしまきのしょうがっこう）は、大阪府枚方市西牧野二丁目にある公立小学校。
地域の人口の増加に伴い、従来の枚方市立殿山第二小学校および枚方市立北牧野小学校（廃校）の校区を再編する形で、1975年に枚方市大字阪881番地の1（現在地・当時の住所表示）に開校した。枚方市は枚方市立小倉小学校との統合。もしくは枚方市立磯島小学校と統合後、枚方市立渚西中学校との小中一貫校の設置を検討している。

## 通学区域
- 枚方市 渚内野3・4丁目、三栗1丁目，牧野阪1丁目，西牧野1-4丁目、牧野北町。

## 交通
- 京阪本線 牧野駅。